# Nannophya paulsoni
Nannophya paulsoni là loài chuồn chuồn trong họ Libellulidae. Loài này được Theischinger mô tả khoa học đầu tiên năm 2003.